# السدرة (المحفد)

تعديل مصدري - تعديل

السدرة هي إحدى قرى عزلة المحفد بمديرية المحفد التابعة لمحافظة أبين، بلغ تعداد سكانها 199 نسمة حسب تعداد اليمن لعام 2004.